# Amyna mexicana
Amyna mexicana là một loài bướm đêm trong họ Noctuidae.